# Teemu Pulkkinen
Teemu Pulkkinen (* 2. ledna 1992 Vantaa) je profesionální finský hokejový útočník momentálně působící v týmu HC Rudá hvězda Kunlun v Kontinentální hokejové lize (KHL). V roce 2010 byl draftován týmem Detroit Red Wings ve 4. kole jako 111. celkově.

## Statistiky

### Klubové statistiky
| Sezona          | Klub                  | Soutěž          | Základní část | Základní část | Základní část | Základní část | Základní část | Play off | Play off | Play off | Play off | Play off |
| Sezona          | Klub                  | Soutěž          | Z             | G             | A             | B             | TM            | Z        | G        | A        | B        | TM       |
| --------------- | --------------------- | --------------- | ------------- | ------------- | ------------- | ------------- | ------------- | -------- | -------- | -------- | -------- | -------- |
| 2007–08         | Jokerit               | FIN U18         | 23            | 23            | 17            | 40            | 8             | 6        | 11       | 6        | 17       | 6        |
| 2008–09         | Jokerit               | FIN U18         | 4             | 6             | 7             | 13            | 2             | —        | —        | —        | —        | —        |
| 2008–09         | Jokerit               | FIN U20         | 24            | 15            | 13            | 28            | 12            | —        | —        | —        | —        | —        |
| 2008–09         | Jokerit               | SM-l            | 3             | 0             | 0             | 0             | 6             | —        | —        | —        | —        | —        |
| 2009–10         | Jokerit               | FIN U20         | 17            | 20            | 21            | 41            | 41            | 4        | 3        | 3        | 6        | 0        |
| 2009–10         | Jokerit               | SM-l            | 12            | 1             | 2             | 3             | 6             | —        | —        | —        | —        | —        |
| 2010–11         | Jokerit               | SM-l            | 55            | 18            | 36            | 54            | 32            | 3        | 0        | 1        | 1        | 0        |
| 2011–12         | Jokerit               | SM-l            | 56            | 16            | 21            | 37            | 41            | 4        | 0        | 1        | 1        | 2        |
| 2012–13         | Jokerit               | SM-l            | 59            | 14            | 20            | 34            | 49            | 6        | 2        | 3        | 5        | 22       |
| 2012–13         | Grand Rapids Griffins | AHL             | 2             | 0             | 1             | 1             | 2             | 14       | 3        | 2        | 5        | 10       |
| 2013–14         | Grand Rapids Griffins | AHL             | 71            | 31            | 28            | 59            | 34            | 10       | 5        | 6        | 11       | 10       |
| 2013–14         | Detroit Red Wings     | NHL             | 3             | 0             | 0             | 0             | 2             | —        | —        | —        | —        | —        |
| 2014–15         | Grand Rapids Griffins | AHL             | 46            | 34            | 27            | 61            | 30            | 16       | 14       | 4        | 18       | 22       |
| 2014–15         | Detroit Red Wings     | NHL             | 31            | 5             | 3             | 8             | 10            | —        | —        | —        | —        | —        |
| 2015–16         | Detroit Red Wings     | NHL             | 36            | 6             | 6             | 12            | 14            | —        | —        | —        | —        | —        |
| 2016–17         | Minnesota Wild        | NHL             | 9             | 1             | 0             | 1             | 2             | —        | —        | —        | —        | —        |
| 2016–17         | Iowa Wild             | AHL             | 47            | 18            | 18            | 36            | 36            | —        | —        | —        | —        | —        |
| 2016–17         | Arizona Coyotes       | NHL             | 4             | 1             | 0             | 1             | 4             | —        | —        | —        | —        | —        |
| 2017–18         | Chicago Wolves        | AHL             | 75            | 29            | 36            | 65            | 44            | 3        | 1        | 0        | 1        | 4        |
| 2018–19         | HK Dinamo Minsk       | KHL             | 50            | 15            | 14            | 29            | 26            | —        | —        | —        | —        | —        |
| 2019–20         | HK Dinamo Minsk       | KHL             | 33            | 17            | 10            | 27            | 26            | —        | —        | —        | —        | —        |
| 2019–20         | HK Dynamo Moskva      | KHL             | 17            | 6             | 6             | 12            | 14            | 3        | 0        | 1        | 1        | 2        |
| 2020–21         | HK Dynamo Moskva      | KHL             | 22            | 9             | 5             | 14            | 16            | —        | —        | —        | —        | —        |
| 2020–21         | Lokomotiv Jaroslavl   | KHL             | 24            | 7             | 9             | 16            | 16            | 11       | 7        | 2        | 9        | 8        |
| 2021–22         | Traktor Čeljabinsk    | KHL             | 49            | 22            | 12            | 34            | 22            | 10       | 1        | 2        | 3        | 2        |
| 2022–23         | Traktor Čeljabinsk    | KHL             | 63            | 15            | 12            | 27            | 24            | —        | —        | —        | —        | —        |
| 2023–24         | HC Rudá hvězda Kunlun | KHL             |               |               |               |               |               |          |          |          |          |          |
| SM-liiga celkem | SM-liiga celkem       | SM-liiga celkem | 185           | 49            | 79            | 128           | 134           | 13       | 2        | 5        | 7        | 24       |
| NHL celkem      | NHL celkem            | NHL celkem      | 83            | 13            | 9             | 22            | 32            | —        | —        | —        | —        | —        |
| KHL celkem      | KHL celkem            | KHL celkem      | 262           | 91            | 68            | 159           | 144           | 24       | 8        | 5        | 13       | 12       |